# ألتو هوسبيكيو (مدينة)
ألتو هوسبيكيو (بالإسبانية: Alto Hospicio)‏ هي بلدية تقع في تشيلي في إقليم تاراباكا. يقدر عدد سكانها بـ 94,441 نسمة ومساحتها 593.2 كم2 وترتفع عن سطح البحر 600 متر.

## المناخ
يظهر الجدول التالي التغييرات المناخية على مدار السنة لألتو هوسبيكيو:
| البيانات المناخية لـألتو هوسبيكيو | البيانات المناخية لـألتو هوسبيكيو | البيانات المناخية لـألتو هوسبيكيو | البيانات المناخية لـألتو هوسبيكيو | البيانات المناخية لـألتو هوسبيكيو | البيانات المناخية لـألتو هوسبيكيو | البيانات المناخية لـألتو هوسبيكيو | البيانات المناخية لـألتو هوسبيكيو | البيانات المناخية لـألتو هوسبيكيو | البيانات المناخية لـألتو هوسبيكيو | البيانات المناخية لـألتو هوسبيكيو | البيانات المناخية لـألتو هوسبيكيو | البيانات المناخية لـألتو هوسبيكيو | البيانات المناخية لـألتو هوسبيكيو |
| الشهر                             | يناير                             | فبراير                            | مارس                              | أبريل                             | مايو                              | يونيو                             | يوليو                             | أغسطس                             | سبتمبر                            | أكتوبر                            | نوفمبر                            | ديسمبر                            | المعدل السنوي                     |
| --------------------------------- | --------------------------------- | --------------------------------- | --------------------------------- | --------------------------------- | --------------------------------- | --------------------------------- | --------------------------------- | --------------------------------- | --------------------------------- | --------------------------------- | --------------------------------- | --------------------------------- | --------------------------------- |
| الدرجة القصوى °م (°ف)             | 34.4 (93.9)                       | 30.2 (86.4)                       | 26 (79)                           | 27.2 (81.0)                       | 28.4 (83.1)                       | 25 (77)                           | 22.9 (73.2)                       | 21.7 (71.1)                       | 25 (77)                           | 28 (82)                           | 29.9 (85.8)                       | 31.2 (88.2)                       | 34.4 (93.9)                       |
| متوسط درجة الحرارة الكبرى °م (°ف) | 21.3 (70.3)                       | 23.1 (73.6)                       | 20.7 (69.3)                       | 19.6 (67.3)                       | 16 (61)                           | 15.2 (59.4)                       | 12.3 (54.1)                       | 14.4 (57.9)                       | 15.7 (60.3)                       | 16.2 (61.2)                       | 17.5 (63.5)                       | 20.3 (68.5)                       | 17.6 (63.7)                       |
| متوسط درجة الحرارة الصغرى °م (°ف) | 18.6 (65.5)                       | 15.3 (59.5)                       | 13.8 (56.8)                       | 13 (55)                           | 12 (54)                           | 10.6 (51.1)                       | 8.7 (47.7)                        | 7.4 (45.3)                        | 12.1 (53.8)                       | 14 (57)                           | 15.7 (60.3)                       | 16 (61)                           | 13.1 (55.6)                       |
| أدنى درجة حرارة °م (°ف)           | 11 (52)                           | 14 (57)                           | 12 (54)                           | 8 (46)                            | 3 (37)                            | 0 (32)                            | −1 (30)                           | 3 (37)                            | 6 (43)                            | 3 (37)                            | 7 (45)                            | 9 (48)                            | −1 (30)                           |
| الهطول مم (إنش)                   | 0.6 (0.02)                        | 0.6 (0.02)                        | 0 (0)                             | 0.2 (0.01)                        | 0.2 (0.01)                        | 0.1 (0.00)                        | 2.6 (0.10)                        | 1.3 (0.05)                        | 0.3 (0.01)                        | 0 (0)                             | 0 (0)                             | 0.1 (0.00)                        | 6 (0.2)                           |
| المصدر: Weather Underground       |                                   |                                   |                                   |                                   |                                   |                                   |                                   |                                   |                                   |                                   |                                   |                                   |                                   |